# Летний Отдых
Ле́тний О́тдых — посёлок, административный центр сельского поселения Захаровское Одинцовского района Московской области России.
Расположен в 23 км к западу от административного центра района, города Одинцово, между Можайским и Звенигородским шоссе. Железнодорожная платформа Захарово Звенигородской ветки Смоленского направления МЖД. Граничит с деревней Захарово, деревней Шараповкой и посёлком Большие Вязёмы.

## История
Образован в конце 1930-х годов как дачный посёлок. Под застройку была отведена[когда?]

 часть земель, принадлежавших Голицынской птицефабрике и ПО «Звенигород», выпускавшему оборудование для птицефабрик. 
В 1994—2006 годах — центр Захаровского сельского округа.

## Население
| 2002 | 2006  | 2010  | 2021  |
| ---- | ----- | ----- | ----- |
| 2545 | →2545 | ↗2743 | ↗3276 |

## Промышленность
- ОАО «Машиностроительный завод»